# مزینا
مزینا (به چکی: Mezina) یک منطقهٔ مسکونی در جمهوری چک است که در شهرستان برونتال واقع شده‌است.